# Filip Apelstav
Klas Filip Apelstav (18 de setembro de 1971) é um ex-futebolista profissional sueco que atuava como defensor.

## Carreira
Filip Apelstav representou a Seleção Sueca de Futebol nas Olimpíadas de 1992.